# David Rudisha
David Lekuta Rudisha, født 17 december 1988 i Kilgoris, Kenya, er en kenyansk (Masai) atlet.
Rudisha var som ung elev på den katolske St. Patrick's High School i Iten, som var kendt for at frembring unge løbere.
Rudisha deltog i junior-VM i 2006, hvor han vandt guld på 800 meter. I 2008 vandt han guld på samme distance ved de afrikanske mesterskaber.
Rudisha deltog i VM 2009 i Berlin, hvor han blev elimineret i semifinalen. Efter VM, deltog han i en galla i Rieti, hvor han løb på verdens fjerde bedste tid gennem tiderne; 1,42,01. Kun overgået af Wilson Kipketer, Sebastian Coe og Joaquim Carvalho Cruz. Det var også den hurtigste tid på tolv år. Han sluttede året ved at vinde IAAF World Athletics Final i 2009.
Den 22. august 2010 satte Rudisha verdensrekord på 800 meter ved IAAF World Challenge Championships i Berlin med tiden 1,41,09. To hundreddele bedre end Wilson Kipketer tidligere rekord. Syv dage efter forbedrede han rekorden i Rieti, Italien til 1,41,01.
David Rudishas far Daniel Rudisha var med på Kenyas sølvhold på 4 x 400 meter ved OL 1968 i Mexico City.

## Personlige rekorder
- 400 meter: 45.50 Sydney 27. februar 2010
- 800 meter: 1,40,91 London OL 2012 (verdensrekord og olympisk rekord)